# Anna d'Alençon
Anna d'Alençon (Alençon, 30 ottobre 1492 – Casale Monferrato, 9 ottobre 1562) fu signora de La Guerche, marchesa consorte del Monferrato e reggente.
Era l'ultima dei tre figli di Renato di Valois, duca d'Alençon, e della beata Margherita di Lorena-Vaudemont.

## Biografia

### Matrimonio
Venne promessa sposa a Guglielmo IX del Monferrato, marchese di Monferrato, nel 1501, e lo sposò il 31 ottobre 1508 nella chiesa di St. Sauveur di Blois. Diede al marchese di Monferrato due figlie ed un figlio: Maria, nata nel 1509, Margherita, nata nel 1510, ed infine nel 1512 l'erede: Bonifacio IV.
Fautrice del matrimonio della figlia maggiore Maria con Federico II Gonzaga nel 1517, vide le sue attese tradite per lo scioglimento del matrimonio a seguito delle accuse di aver tentato di avvelenare l'amante del marchese di Mantova, Isabella Boschetti, moglie del conte di Calvisano Gonzaga. Bonifacio, dopo le incoronazioni di Carlo V (febbraio 1530) a Bologna, fu prescelto da papa Clemente VII per sposare una sua nipote.

### Marchesa di Monferrato
Anna d'Alençon resse il marchesato di Monferrato dal 1518 sino alla morte improvvisa del figlio, avvenuta nel 1530. Fu affiancata, nei brevi anni del suo governo (1530 - 1533), dal cognato Giovanni Giorgio Paleologo.
Morto Bonifacio IV nel giugno 1530, Federico II Gonzaga tornò ad interessarsi alla possibilità di ritornare sui suoi passi e di riprendere in considerazione il matrimonio con Maria Paleologa. Il destino però gli fu avverso: nel settembre 1530 Maria morì improvvisamente. Anna, dopo aver ben valutato le possibilità che le venivano proposte per il matrimonio della seconda figlia, Margherita, optò ugualmente per casa Gonzaga.
Nell'ottobre 1531 Federico II Gonzaga, figlio di Isabella d'Este, sposò Margherita. Nel 1533 morì il marchese Giovanni Giorgio Paleologo; Anna venne confermata dall'imperatore Carlo V governatrice del Monferrato, sebbene il governatore di Milano prendesse possesso in nome di Carlo V del Marchesato, feudo imperiale.
Si aprì una lunga vertenza per la successione del Monferrato che durò dal 1533 al 1536. Carlo V confermò, dalla Repubblica di Genova, il diritto a Margherita Paleologa e al proprio marito, Federico II, duca di Mantova, di succedere nel marchesato di Monferrato. Anna restò di fatto governatrice del marchesato. Morto nel 1540 a Marmirolo Federico II, Margherita Paleologo Gonzaga venne nominata reggente, con il cardinale Ercole Gonzaga, del figlio in minore età.
Anna, alla morte del fratello Charles IV duca d'Alençon, sposo della sorella di Francesco I, re di Francia, Margherita d'Angoulême, dopo la battaglia di Pavia ereditò con la sorella Françoise i beni personali dello stesso, nonostante l'opposizione della cognata che, oltre alla controdote, avanzava pretese anche sui beni personale del marito. Lasciò questi suoi beni alla figlia di Margherita e di Federico II, Isabella. Margherita successivamente riuscirà, grazie alla rinuncia della figlia (1564), a costituire il patrimonio per il terzo figlio, Lodovico che, recatosi in Francia, darà origine al ramo dei Gonzaga-Nevers.
Ritiratasi a vita privata presso il monastero delle Suore domenicane di santa Caterina d'Alessandria, Anna morì a Casale Monferrato il 9 ottobre 1562, pochi giorni prima del suo settantesimo compleanno. Fu sepolta presso il monastero di Santa Maria delle Grazie, ossia Santa Caterina da Siena delle monache domenicane.

## Discendenza
Guglielmo IX del Monferrato ed Anna ebbero tre figli:
- Maria (1509 – 1530), andata sposa nel 1517 a Casale, a Federico II Gonzaga: il matrimonio venne poi annullato (la sposa aveva alla data soli 8 anni compiuti) e l'annullamento revocato poco prima della morte di Maria;
- Margherita (1510-1566), andata sposa il 3 ottobre 1531 allo stesso Federico II Gonzaga;
- Bonifacio (1512-1530), successore del padre come Marchese del Monferrato.

## Ascendenza
|                                |                      |                         | Genitori                  |  |  | Nonni |  |  | Bisnonni             |  |  | Trisnonni           |  |
|                                |                      |                         |                           |  |  |       |  |  | Giovanni I d'Alençon |  |  | Pietro II d'Alençon |  |
|                                |                      |                         |                           |  |  |       |  |  | Giovanni I d'Alençon |  |  | Pietro II d'Alençon |  |
|                                |                      | Maria Chamaillard       |                           |  |  |       |  |  | Giovanni I d'Alençon |  |  |                     |  |
| Giovanni II d'Alençon          |                      |                         |                           |  |  |       |  |  | Giovanni I d'Alençon |  |  |                     |  |
|                                |                      | Maria di Bretagna       | Giovanni V di Bretagna    |  |  |       |  |  |                      |  |  |                     |  |
|                                |                      | Maria di Bretagna       | Giovanni V di Bretagna    |  |  |       |  |  |                      |  |  |                     |  |
|                                |                      | Maria di Bretagna       | Giovanna di Navarra       |  |  |       |  |  |                      |  |  |                     |  |
| Renato d'Alençon               |                      | Maria di Bretagna       |                           |  |  |       |  |  |                      |  |  |                     |  |
|                                |                      | Giovanni IV d'Armagnac  | Bernardo VII d'Armagnac   |  |  |       |  |  |                      |  |  |                     |  |
|                                |                      | Giovanni IV d'Armagnac  | Bernardo VII d'Armagnac   |  |  |       |  |  |                      |  |  |                     |  |
|                                |                      | Giovanni IV d'Armagnac  | Bona di Berry             |  |  |       |  |  |                      |  |  |                     |  |
| Maria d'Armagnac               |                      | Giovanni IV d'Armagnac  |                           |  |  |       |  |  |                      |  |  |                     |  |
|                                |                      | Isabella di Navarra     | Carlo III di Navarra      |  |  |       |  |  |                      |  |  |                     |  |
|                                |                      | Isabella di Navarra     | Carlo III di Navarra      |  |  |       |  |  |                      |  |  |                     |  |
|                                |                      | Isabella di Navarra     | Eleonora di Trastámara    |  |  |       |  |  |                      |  |  |                     |  |
| Anna d'Alençon                 |                      | Isabella di Navarra     |                           |  |  |       |  |  |                      |  |  |                     |  |
|                                | Antonio di Vaudémont | Federico I di Vaudémont |                           |  |  |       |  |  |                      |  |  |                     |  |
|                                | Antonio di Vaudémont | Federico I di Vaudémont |                           |  |  |       |  |  |                      |  |  |                     |  |
|                                | Antonio di Vaudémont | Margherita di Joinville |                           |  |  |       |  |  |                      |  |  |                     |  |
| Federico II di Vaudémont       | Antonio di Vaudémont |                         |                           |  |  |       |  |  |                      |  |  |                     |  |
|                                |                      | Maria d'Harcourt        | Giovanni VII d'Harcourt   |  |  |       |  |  |                      |  |  |                     |  |
|                                |                      | Maria d'Harcourt        | Giovanni VII d'Harcourt   |  |  |       |  |  |                      |  |  |                     |  |
|                                |                      | Maria d'Harcourt        | Maria d'Alençon           |  |  |       |  |  |                      |  |  |                     |  |
| Margherita di Lorena-Vaudémont |                      | Maria d'Harcourt        |                           |  |  |       |  |  |                      |  |  |                     |  |
|                                |                      | Renato d'Angiò          | Luigi II d'Angiò          |  |  |       |  |  |                      |  |  |                     |  |
|                                |                      | Renato d'Angiò          | Luigi II d'Angiò          |  |  |       |  |  |                      |  |  |                     |  |
|                                |                      | Renato d'Angiò          | Iolanda d'Aragona         |  |  |       |  |  |                      |  |  |                     |  |
| Iolanda d'Angiò                |                      | Renato d'Angiò          |                           |  |  |       |  |  |                      |  |  |                     |  |
|                                |                      | Isabella di Lorena      | Carlo II di Lorena        |  |  |       |  |  |                      |  |  |                     |  |
|                                |                      | Isabella di Lorena      | Carlo II di Lorena        |  |  |       |  |  |                      |  |  |                     |  |
|                                |                      | Isabella di Lorena      | Margherita del Palatinato |  |  |       |  |  |                      |  |  |                     |  |
|                                |                      | Isabella di Lorena      |                           |  |  |       |  |  |                      |  |  |                     |  |